# Lju Hui
Lju Hui (kitajsko 劉徽; pinjin: Liu Hui), kitajski matematik, * okoli 220, Vei (Wei), Kitajska, okoli 285.

## Življenje in delo
Podatkov o njem skorajda ni. Znano je le, da je živel v obdobju treh kraljestev v Državi Vei. 
Okoli leta 250 je neodvisno od Arhimeda po isti metodi z aproksimacijo mnogokotnika s številom stranic n = 3072 = 210 · 3 (3079) dobil vrednost za π 3,14159, oziroma približek: 
{\displaystyle {\begin{aligned}\pi &\approx 768{\sqrt {2-{\sqrt {2+{\sqrt {2+{\sqrt {2+{\sqrt {2+{\sqrt {2+{\sqrt {2+{\sqrt {2+{\sqrt {2+1}}}}}}}}}}}}}}}}}}\\&=[3;7,15,1,30,1,14,4,24,11,1,4,7,1,14,1,1,1,1,4,5,1,1,1,5,1,3,1,4,6,1,1,1,1,\cdots ]\\&=\left\{3,{\frac {22}{7}},{\frac {333}{106}},{\frac {355}{113}},{\frac {10983}{3496}},{\frac {11338}{3609}},{\frac {169715}{54022}},{\frac {690198}{219697}},{\frac {16734467}{5326750}},{\frac {184769335}{58813947}},{\frac {201503802}{64140697}},\ldots \right\}\\&=3,141590463228050095738458505930951723554\ldots \!\,.\end{aligned}}}
Dal je tudi približka:
{\displaystyle \pi =[3;7,7]=\left\{3,{\frac {22}{7}},{\frac {157}{50}}\right\}=3,14\!\,}
in:
{\displaystyle \pi =[3;7,16,11]=\left\{3,{\frac {22}{7}},{\frac {355}{113}},{\frac {3927}{1250}}\right\}=3,1416\!\,.}
V letu 263 je objavil svoje znamenite komentarje k delu Aritmetika v devetih knjigah (poglavjih), kjer je probleme tudi teoretično preveril, nekatere pa je celo razširil in jih dopolnil s svojimi prispevki. V tem delu je pisal tudi o Gaussovi eliminacijski metodi in o Cavalierijevem načelu o iskanju prostornine valja. Še posebej kritičen je bil do zadnje knjige, ki govori o pravokotnih trikotnikih in o podobnosti geometrijskih likov v tej zvezi. Zato ga je v svojih komentarjih poskušal napisati povsem na novo. Ta njegova priloga je pozneje prerasla v samostojno delo Matematični priročnik za morske otoke. V knjigi je navedena natančna enačba za ploščino kroga, ki jo je Lju tudi dokazal. Drugače pa je navedenih več problemov iz zemljemerstva.
Lju Hui je bil eden prvih matematikov, ki korene enačb ni preračunaval, in je namesto približkov podajal natančne vrednosti.